# Schweizer Alpine Skimeisterschaften 2021
Die Schweizer Alpinen Skimeisterschaften 2021 fanden vom 24. bis 29. März in der Gemeinde Anniviers im Kanton Wallis statt. Auf dem Programm standen die Disziplinen Abfahrt, Super-G, Riesenslalom, Slalom und Kombination. Die Riesenslaloms wurden in Saint-Luc ausgetragen, alle anderen Disziplinen in Zinal.

## Herren

### Abfahrt
| Platz | Sportler             | Zeit (min) |
| ----- | -------------------- | ---------- |
| 1     | Ralph Weber          | 1:10,21    |
| 2     | Yannick Chabloz      | 1:10,22    |
| 3     | Niels Hintermann     | 1:10,57    |
| 4     | Nils Mani            | 1:10,68    |
| 5     | Lars Rösti           | 1:10,86    |
| 6     | Sandro Simonet       | 1:10,90    |
| 7     | Josua Mettler        | 1:11,18    |
| 8     | Gilles Roulin        | 1:11,22    |
| 9     | Nicolas Macheret     | 1:11,30    |
| 10    | Marco Pfiffner (LIE) | 1:11,31    |

Datum: 24. März

### Super-G
| Platz | Sportler         | Zeit (min) |
| ----- | ---------------- | ---------- |
| 1     | Lars Rösti       | 1:16,96    |
| 2     | Nils Mani        | 1:17,59    |
| 3     | Josua Mettler    | 1:18,05    |
| 4     | Ralph Weber      | 1:18,13    |
| 5     | Yannick Chabloz  | 1:18,16    |
| 5     | Carlo Janka      | 1:18,16    |
| 7     | Niels Hintermann | 1:18,26    |
| 8     | Marco Odermatt   | 1:18,34    |
| 8     | Stefan Rogentin  | 1:18,34    |
| 10    | Gaël Zulauf      | 1:18,61    |

Datum: 26. März

### Riesenslalom
| Platz | Sportler        | Zeit (min) |
| ----- | --------------- | ---------- |
| 1     | Justin Murisier | 2:30,57    |
| 2     | Daniele Sette   | 2:30,59    |
| 3     | Livio Simonet   | 2:30,70    |
| 4     | Fadri Janutin   | 2:30,72    |
| 5     | Josua Mettler   | 2:30,88    |
| 6     | Gilles Roulin   | 2:31,23    |
| 7     | Cédric Noger    | 2:31,39    |
| 8     | Sandro Simonet  | 2:31,58    |
| 9     | Dario Büschlen  | 2:31,72    |
| 10    | Gaël Zulauf     | 2:31,75    |

Datum: 28. März

### Slalom
| Platz | Sportler          | Zeit (min) |
| ----- | ----------------- | ---------- |
| 1     | Ramon Zenhäusern  | 1:36,63    |
| 2     | Joel Lütolf       | 1:37,57    |
| 3     | Marc Rochat       | 1:38,06    |
| 4     | Sandro Simonet    | 1:38,15    |
| 5     | Franjo von Allmen | 1:38,41    |
| 6     | Noel von Grünigen | 1:38,46    |
| 7     | Dionys Kippel     | 1:39,15    |
| 8     | Florian Kunz      | 1:39,50    |
| 9     | Lars Kuonen       | 1:40,87    |
| 10    | Dominic Ott       | 1:41,55    |

Datum: 27. März

### Kombination
| Platz | Sportler             | Zeit (min) |
| ----- | -------------------- | ---------- |
| 1     | Sandro Simonet       | 2:08,98    |
| 2     | Joel Lütolf          | 2:09,13    |
| 3     | Noel von Grünigen    | 2:09,50    |
| 4     | Yannick Chabloz      | 2:09,80    |
| 5     | Stefan Rogentin      | 2:10,15    |
| 6     | Marco Odermatt       | 2:10,16    |
| 7     | Gilles Roulin        | 2:10,35    |
| 8     | Yanick Mani          | 2:10,37    |
| 9     | Josua Mettler        | 2:10,56    |
| 10    | Marco Pfiffner (LIE) | 2:10,66    |

Datum: 26. März

## Damen

### Abfahrt
| Platz | Sportlerin         | Zeit (min) |
| ----- | ------------------ | ---------- |
| 1     | Delia Durrer       | 1:12,99    |
| 2     | Janine Schmitt     | 1:13,80    |
| 3     | Stephanie Jenal    | 1:13,98    |
| 4     | Noémie Kolly       | 1:14,24    |
| 5     | Rahel Kopp         | 1:14,51    |
| 6     | Melanie Michel     | 1:15,02    |
| 7     | Alessia Bösch      | 1:15,07    |
| 8     | Alexandra Walz     | 1:15,09    |
| 9     | Anna Dietrich      | 1:15,11    |
| 10    | Delphine Darbellay | 1:15,50    |

Datum: 25. März

### Super-G
| Platz | Sportlerin         | Zeit (min) |
| ----- | ------------------ | ---------- |
| 1     | Delia Durrer       | 1:19,32    |
| 2     | Priska Nufer       | 1:20,45    |
| 3     | Stephanie Jenal    | 1:20,72    |
| 4     | Joana Hählen       | 1:21,01    |
| 5     | Alessia Bösch      | 1:21,04    |
| 6     | Janine Schmitt     | 1:21,05    |
| 7     | Vanessa Kasper     | 1:21,45    |
| 8     | Delphine Darbellay | 1:21,55    |
| 9     | Alexandra Walz     | 1:21,68    |
| 10    | Melanie Michel     | 1:21,77    |

Datum: 26. März

### Riesenslalom
| Platz | Sportlerin          | Zeit (min) |
| ----- | ------------------- | ---------- |
| 1     | Camille Rast        | 2:04,53    |
| 2     | Simone Wild         | 2:05,67    |
| 3     | Mélanie Meillard    | 2:05,90    |
| 4     | Vanessa Kasper      | 2:05,95    |
| 5     | Leana Barmettler    | 2:06,30    |
| 6     | Amélie Klopfenstein | 2:06,53    |
| 7     | Lena Volken         | 2:07,09    |
| 8     | Sue Fuchs           | 2:07,27    |
| 9     | Delia Durrer        | 2:07,58    |
| 10    | Stephanie Jenal     | 2:07,96    |

Datum: 29. März

### Slalom
| Platz | Sportlerin         | Zeit (min) |
| ----- | ------------------ | ---------- |
| 1     | Mélanie Meillard   | 1:32,41    |
| 2     | Valentine Macheret | 1:35,95    |
| 3     | Selina Gadient     | 1:36,17    |
| 4     | Svenja Pfiffner    | 1:36,48    |
| 5     | Rahel Kopp         | 1:37,27    |
| 6     | Sarah Zoller       | 1:37,42    |
| 7     | Nicole Good        | 1:37,43    |
| 8     | Lena Volken        | 1:37,77    |
| 9     | Janine Schmitt     | 1:37,92    |
| 10    | Alessia Bösch      | 1:38,05    |

Datum: 27. März

### Kombination
| Platz | Sportlerin      | Zeit (min) |
| ----- | --------------- | ---------- |
| 1     | Delia Durrer    | 2:05,89    |
| 2     | Rahel Kopp      | 2:05,94    |
| 3     | Janine Schmitt  | 2:06,00    |
| 4     | Melanie Michel  | 2:06,16    |
| 5     | Katja Grossmann | 2:06,26    |
| 6     | Stephanie Jenal | 2:06,37    |
| 7     | Alessia Bösch   | 2:06,89    |
| 8     | Sarah Zoller    | 2:07,15    |
| 9     | Anna Dietrich   | 2:07,57    |
| 10    | Nina Herren     | 2:08,07    |

Datum: 24. März